# Салтыкова, Прасковья Юрьевна
Графиня Праско́вья Ю́рьевна Салтыко́ва (урождённая княжна Трубецкая; 1704—1767) — статс-дама Русского императорского двора, супруга камергера, впоследствии фельдмаршала, графа Петра Семёновича Салтыкова.

## Биография
Прасковья Трубецкая родилась в 1704 году; из дворян; дочь действительного тайного советника князя Юрия Юрьевича Трубецкого и княжны Елены Черкасской — единственной дочери служилого князя Григория Черкасского. 
По приезде императрицы Всероссийской из династии Романовых Анны Иоанновны в Москву была милостиво принята императрицей, как дальняя родственница (свекра её императрица всегда называла: «mon cousin») и всегда имела открытый вход во дворец. 
Через неё известили императрицу о существовании партии противостоящей Верховному тайному совету. 23 февраля 1730 года поздно вечером П. Ю. Салтыкова передала императрице прошение, подписанное многими лицами о восстановлении самодержавия. Следствием этого были известные события конца февраля. За эту верную и с опасностью сопряженную службу Салтыкова была пожалована перед коронацией императрицы в статс-дамы. 
Императрица Елизавета Петровна в 1741 году подтвердила звание Салтыковой и пожаловала её свой портрет.
Графиня Прасковья Юрьевна Салтыкова скончалась в 1767 году.
В браке у неё родились сын и три дочери:
- Иван Петрович (1730—1805) — генерал-фельдмаршал, московский генерал-губернатор, похоронен подле отца.
- Анастасия Петровна (1731—1830), была замужем за Пётром Фёдоровичем Квашниным-Самариным (1743—1815), президентом Юстиц-коллегии, действительным тайным советником, у них дочь Елизавета.
- Варвара Петровна (1734—?), была замужем с 1754 года за князем Василием Борисовичем Голицыным (1729—1771)[5].
- Екатерина Петровна (1743—1817), статс-дама, кавалер ордена Святой Екатерины 1-го класса. Была замужем за действительным тайным советником и сенатором графом Андреем Петровичем Шуваловым (1742—1789).